# Berastagi
Berastagi (Nederlandse schrijfwijze: 'Brastagi') is een plaats en onderdistrict in Noord-Sumatra, Indonesië, gelegen op de route tussen Medan en de hooglanden van Karo. Het dorp werd vooral bekend toen de Nederlanders in de jaren 20 er een kostschool stichtten, de Planters School. Deze school is in de Tweede Wereldoorlog door de Japanners gebruikt als interneringskamp voor jongens en vrouwen. Na hun twaalfde jaar moesten de jongens naar het mannenkamp, zoals Si Rengo Rengo.
De economie van Berastagi bestaat vooral uit toerisme en de verkoop van groente en fruit. De plaats is bekend vanwege zijn passievrucht. De belangrijkste toeristische attracties zijn de twee nabijgelegen vulkanen; Sibayak en Sinabung.